# Малобілозерська сільська рада
| Малобілозерська сільська рада — колишній орган місцевого самоврядування у Василівському районі Запорізької області з адміністративним центром у с. Мала Білозерка. Сільській раді підпорядковані населені пункти: - с. Мала Білозерка - с. Новобілозерка - с. Ул'янівка - с. Балки - с. Орлянське |

## Склад ради
Рада складалася з 22 депутатів та голови.

## Керівний склад сільської ради
| ПІБ                    | Основні відомості                                                  | Дата обрання | Дата звільнення |
| ---------------------- | ------------------------------------------------------------------ | ------------ | --------------- |
| Вовк Сергій Вікторович | Сільський голова, 1980 року народження, освіта вища, позапартійний | 25.10.2015   |                 |

Примітка: таблиця складена за даними джерела